# Revista de Derecho Internacional de la Paz y de los Conflictos Armados
La Revista de Derecho Internacional de la Paz y los Conflictos Armados (Journal of International Law of Peace and Armed Conflict) (JILPAC) es una revista de derecho internacional que se publica trimestralmente por la Secretaría General de la Cruz Roja Alemana, de Berlín y el Instituto de Derecho Internacional de la Paz y los Conflictos Armados. Fue fundada inicialmente en 1988 y comenzó como una mera publicación alemana llamada "Humanitäres Völkerrecht - Informationsschriften" (HUV-I). La revista está dirigida a abogados, a las personas interesadas en la escena jurídica y política y miembros de organizaciones humanitarias.